# DA Live
DA Live is livealbum van de Nederlandse band Daryll-Ann uit 2000.

## Opnamen
Na het verschijnen van het album Happy traum ging Daryll-Ann op een uitgebreide clubtour. De band bouwde hierdoor een sterke livereputatie op. Ook werden zij gevraagd voor diverse optredens in radio- en televisieprogramma's. Hierop ontstond het idee om een aantal van deze opnames te gebruiken voor een livealbum. Om tot een volledig album te komen werd besloten een show die de band in januari dat jaar hield in Paradiso op meerdere sporen op te nemen en te laten mixen door Daryll-Anns vaste producer Frans Hagenaars en Ron Goris in Studio 150 Amsterdam. Het album verscheen op 1 september 2000 in een gelimiteerde oplage van 2250 exemplaren. De albums werden verpakt in een digi-pack met daarop het oplagenummer.

## Muzikanten
- Jelle Paulusma - zang en gitaar
- Anne Soldaat - gitaar en zang
- Jeroen Vos - basgitaar
- Coen Paulusma - percussie en zang
- Jeroen Kleijn - drums

## Nummers
1. Tools R us
2. The doctor & I
3. Mirror mind
4. Allright
5. Stay
6. H.P. Confirm
7. I could never love you
8. Always share
9. Everybody's cool
10. Riverside
11. All by myself
12. Surely justice
13. Desmond don't go
14. Trip the stairs

### Herkomst van de opnamen
De nummers van het album zijn afkomstig van onderstaande sessies.
- Track 1-8 is opgenomen in Paradiso Amsterdam op 20 januari 2000
- Track 9-10 is opgenomen voor 2 Meter Sessies in Harderwijk op 24 januari 2000
- Track 11 is opgenomen voor 2 Meter Sessies in Hilversum op 29 augustus 1999
- Track 12 is opgenomen voor NCRV's BuZz in Oud-Loosdrecht op 2 oktober 1999
- Track 13-14 opgenomen voor VARA's Spijkers met koppen in De Gigant Apeldoorn op 8 april 2000